# Migdons
Els migdons (en llatí Mygdones, en grec antic Μύγδονες) eren un poble de Bitínia, a la vora del riu Odrisses a la costa de la Propòntida, estenent-se cap a Mísia a la regió del llac Dascilitis. Van emigrar a l'Àsia Menor des de Tràcia, però després van ser sotmesos o expulsats pels bitinis, segons Estrabó. El seu territori es deia Migdònia (Mygdonia). Sembla que anteriorment havien habitat a Migdònia de Macedònia.